# Zirakpur
Zirakpur är en stad i den indiska delstaten Punjab, och tillhör distriktet Sahibzada Ajit Singh Nagar. Den är en sydlig förort till Chandigarh, och folkmängden uppgick till 95 553 invånare vid folkräkningen 2011.